# غلاسه
غلاسه هي بلدية إيطالية (بلدية) في مقاطعة فيتربو، 35 كيلومتر (22 ميل) من فيتربو .
تم الاستيلاء عليها من قبل الدوق ثراسيموند الثاني من سبوليتو في 737 أو 738 ، وفي ذلك الوقت كان ضروريًا للاتصالات بين روما ورافينا وكان لها حصن كبير.
كان البابا مارينوس الأول (882-884) من مواليد غاليس ، وكذلك البابا رومانوس ، الذي كان رئيسًا للكنيسة الكاثوليكية عام 897.